# Paulo Gorgulho
Paulo César Gorgulho (São Lourenço, 16 de maio de 1959) é um ator brasileiro, conhecido por ter estrelado a telenovela Pantanal e o filme O Cangaceiro. Em 2005 ganhou destaque como antagonista principal de Essas Mulheres, novela baseada na obra de José de Alencar.

## Biografia
Formado pela EAD (USP), surgiu na televisão na telenovela Carmem, em 1987, mas estourou mesmo como galã em Pantanal, de 1990, gigantesco sucesso da extinta Rede Manchete . Viveu José Leôncio na primeira fase da telenovela e, por pedidos do público, voltou na segunda fase, como José Lucas de Nada. Em 1991, já na Rede Globo, fez O Dono do Mundo, de Gilberto Braga e, em 1992, Despedida de Solteiro, escrita por Walter Negrão. Em 1994 foi a vez de Fera Ferida, de Aguinaldo Silva e, um ano depois, a minissérie Decadência, de Dias Gomes. Em 2002 participou da minissérie O Quinto dos Infernos, dirigido por Wolf Maya. Em 2007, Paulo fez uma participação em Caminhos do Coração, novela da Rede Record, onde interpretou Josias, o marido de Cassandra (Angelina Muniz), que desaparece no início da história.
No teatro protagonizou peças como Sua Excelência, o Candidato (1990), de Marcos Caruso, e Mephisto (1993), com direção de José Wilker. Em 2001, encenou Eu Falo o que Elas Querem Ouvir, de Mário Prata, sob direção de Roberto Lage. Também atuou no espetáculo Frankenteins, de Jô Soares. No cinema estreou em Filhos e Amantes (1981), dirigido por Francisco Ramalho Jr.. A seguir fez O País dos Tenentes (1987), de João Batista de Andrade. Trabalhou também em For All - O Trampolim da Vitória (1997), de Luiz Carlos Lacerda; O Cangaceiro (1997), de Aníbal Mussaini e Uma Aventura do Zico (1999), de Antonio Carlos da Fontoura.

## Vida pessoal
É casado com a professora Vânia Gnaspini desde 1989 com quem tem três filhos: Catarina (1990), Guilherme (1995) e Francisco (2006).

## Filmografia

### Televisão
| Ano     | Título                     | Personagem                          | Notas                                                     | Emissora      |
| ------- | -------------------------- | ----------------------------------- | --------------------------------------------------------- | ------------- |
| 1982    | Avenida Paulista           | Caio Bonini Filho                   | Episódio 6                                                | TV Globo      |
| 1984    | Anarquistas, Graças a Deus | Hugo                                |                                                           | TV Globo      |
| 1987    | Carmem                     | José                                |                                                           | Rede Manchete |
| 1989    | Kananga do Japão           | Capitão Juarez Távola               |                                                           | Rede Manchete |
| 1990    | Pantanal                   | José Leôncio (jovem)                | Episódio: "27 de março"                                   | Rede Manchete |
| 1990    | Pantanal                   | José Lucas de Nada (Zé Lucas)       |                                                           | Rede Manchete |
| 1991    | O Farol                    | Romão                               |                                                           | Rede Manchete |
| 1991    | O Dono do Mundo            | Otávio                              |                                                           | TV Globo      |
| 1992    | Despedida de Solteiro      | Pedro da Vinci                      |                                                           | TV Globo      |
| 1993    | Retrato de Mulher          | Edu                                 | Episódio: "Era Uma Vez Helô"                              | TV Globo      |
| 1993    | Você Decide                | Diogo                               | Episódio: "Tragédia Brasileira"                           | TV Globo      |
| 1993    | Fera Ferida                | Ataliba Timbó                       |                                                           | TV Globo      |
| 1995    | Decadência                 | Detetive Etevaldo Morsa             |                                                           | TV Globo      |
| 1995    | Explode Coração            | Lima Júnior                         | Episódio: "6 de novembro"                                 | TV Globo      |
| 1995    | Você Decide                | Marcelo                             | Episódio: "No Silêncio da Noite"                          | TV Globo      |
| 1996    | Você Decide                | Macedo                              | Episódio: "O Sacrifício"                                  | TV Globo      |
| 1996    | Quem É Você?               | Gabriel Resende / Álvaro            |                                                           | TV Globo      |
| 1997    | Zazá                       | Victor                              |                                                           | TV Globo      |
| 1998    | Você Decide                | Rogério                             | Episódio: "Guerra Suja"                                   | TV Globo      |
| 1999    | Você Decide                | Lucas                               | Episódio: "Assunto de Família"                            | TV Globo      |
| 1999    | Você Decide                | Toledo                              | Episódio: "Voyeur"                                        | TV Globo      |
| 1999–00 | Malhação                   | Rubem Almeida                       | Temporada 6                                               | TV Globo      |
| 2002    | O Quinto dos Infernos      | Juvêncio                            |                                                           | TV Globo      |
| 2002    | Coração de Estudante       | Caio                                |                                                           | TV Globo      |
| 2003    | Agora É que São Elas       | Joaquim Galvão                      |                                                           | TV Globo      |
| 2005    | Essas Mulheres             | Manoel Lemos                        |                                                           | RecordTV      |
| 2006    | Bicho do Mato              | Alfredo Camargo Redenção            |                                                           | RecordTV      |
| 2007    | Caminhos do Coração        | Josias Martinelli                   | Episódios: "28 de agosto–28 de setembro"                  | RecordTV      |
| 2009    | Poder Paralelo             | José Santana                        | Episódios: "23 de abril–25 de maio"                       | RecordTV      |
| 2010    | História de Ester          | Hamã                                |                                                           | RecordTV      |
| 2011    | Ribeirão do Tempo          | Presidente da República             | Episódios: "1–2 de maio"                                  | RecordTV      |
| 2014    | Milagres de Jesus          | Dror                                | Episódio: "O Leproso de Genesaré"                         | RecordTV      |
| 2014    | Plano Alto                 | Ângelo Torril                       |                                                           | RecordTV      |
| 2014–18 | Conselho Tutelar           | Carvalho Brito                      |                                                           | RecordTV      |
| 2015    | Os Dez Mandamentos         | Anrão                               |                                                           | RecordTV      |
| 2017    | A Vida Secreta dos Casais  | Edgar Eleno Andreazza               | Temporada 1                                               | HBO Brasil    |
| 2017    | Belaventura                | Bartolion                           |                                                           | RecordTV      |
| 2018    | Apocalipse                 | Moisés                              |                                                           | RecordTV      |
| 2018    | Jesus                      | Herodes, O Grande                   |                                                           | RecordTV      |
| 2019–21 | Segunda Chamada            | Prof. Jacinto Queiroz Araújo (Jaci) | Temporadas: 1–2                                           | TV Globo      |
| 2022    | Pantanal                   | Ceci                                | Episódio: "28 de março"                                   | TV Globo      |
| 2023    | Todo Dia A Mesma Noite     | Ricardo Martins                     |                                                           | Netflix       |
| 2023    | Amor Perfeito              | Leonel Rubião                       | Episódios: "20–21 de março" "18 de agosto–22 de setembro" | TV Globo      |

### Cinema
| Ano  | Título                            | Personagem      | Nota |
| ---- | --------------------------------- | --------------- | ---- |
| 1981 | Filhos e Amantes                  |                 |      |
| 1987 | O País dos Tenentes               | Integralista    |      |
| 1990 | O Quinto Macaco                   |                 |      |
| 1990 | Césio 137 - O Pesadelo de Goiânia | Wagner Mota     |      |
| 1991 | Vai Trabalhar, Vagabundo II       |                 |      |
| 1993 | Vagas para Moças de Fino Trato    |                 |      |
| 1997 | For All - O Trampolim da Vitória  | João Marreco    |      |
| 1997 | O Cangaceiro                      | Capitão Galdino |      |
| 1998 | Uma Aventura do Zico              | Edílson         |      |
| 2000 | A Segunda Chance                  |                 |      |
| 2003 | Viva Voz                          | Policial        |      |
| 2016 | Os Dez Mandamentos: O Filme       | Anrão           |      |
| 2017 | O Matador                         | Tenente Sobral  |      |
| 2021 | O Jardim Secreto de Mariana       | Zé Cristiano    |      |
| 2024 | Silvio                            | Coronel Haroldo |      |

## Prêmios e indicações
| Ano  | Associações                   | Categoria                      | Nomeações                   | Resultado | Ref   |
| ---- | ----------------------------- | ------------------------------ | --------------------------- | --------- | ----- |
| 1991 | Troféu Imprensa               | Melhor Revelação Masculina     | Pantanal                    | Indicado  |       |
| 2005 | Prêmio Qualidade Brasil       | Televisão: Melhor Ator - SP    | Essas Mulheres              | Indicado  |       |
| 2019 | Prêmio F5                     | Melhor Ator de Série Dramática | Segunda Chamada             | Indicado  | [ 8 ] |
| 2022 | Festival Sesc Melhores Filmes | Melhor Ator Nacional           | O Jardim Secreto de Mariana | Indicado  | [ 9 ] |